# 대전도마초등학교
대전도마초등학교는 대한민국 대전광역시 서구 도마동에 있는 공립 초등학교이다.

## 학교 연혁
- 1985년 3월 5일 대전도마국민학교로 개교(설립인가 2월 1일, 유천에서 분리)
- 1996년 3월 1일 대전도마초등학교로 개칭
- 2003년 12월 26일 교실증축 공사완공
- 2008년 2월 20일 도서실(도마책마루)현대화 사업 완공
- 2008년 12월 12일 Doma English Village 개관
- 2009년 2월 26일 급식실 완공(516석)
- 2012년 1월 12일 강당 완공
- 2012년 4월 27일  운동장 인조 잔디 조성
- 2016년 10월 28일 도마한마음 축제 개최
- 2019년 9월 20일 시청각실 구축
- 2019년 12월 26일 학교주변 통행로 개통식(행정안전부 지원)
- 2020년 2월 12일 제35회 졸업식(128명,총 졸업생수 10,536명)
- 2020년 3월 1일 32학급 편성(특수학급 2포함),유치원 3학급편성(특수학급 1포함)
- 2020년 4월 5일 복도 방화문 도색(대전광역시 서구청 교육환경개선 사업지원)
- 2020년 4월 8일 음악실 리모델링 완공
- 2021년 3월 1일 32학급 편성(특수학급 2포함),유치원 3학급편성(특수학급 1포함)
- 2025년 3월 5일 개교 40주년

## 학교 상징
- 교화 - 장미 : 열정, 기쁨, 아름다움
- 교목 - 은행나무 : 건강, 학문, 정직

## 참고 자료
- 대전도마초등학교 - 한국교육학술정보원 학교알리미